# دودمان پالاوا
دودمان پالاوا (انگلیسی: Pallava dynasty) یک سلسله هندی بود که از سال ۲۷۵ قبل از میلاد تا ۸۹۷ میلادی وجود داشت و بر بخشی از جنوب هند حاکم بود.
پالاوا در زمان سلطنت مهندراورمن اول (۵۷۱–۶۳۰ م) و نریمیمهاوارمن اول (۶۳۰–۶۶۸ میلادی) به یک قدرت اصلی تبدیل شد و تا پایان قرن نهم حدود ۶۰۰ سال بر قسمت‌های تلوگو و شمال منطقه تامیل تسلط یافت.